# Earby
Earby – miasto w Anglii, w hrabstwie Lancashire, w dystrykcie Pendle. Leży 51 km na północ od miasta Manchester i 300 km na północny zachód od Londynu. W 2001 miasto liczyło 4348 mieszkańców.